# Wereldkampioenschappen openwaterzwemmen 2011 - 25 kilometer mannen
De 25 kilometer mannen op de wereldkampioenschappen openwaterzwemmen 2011 vond plaats op 23 juli 2011 in Jinshan City Beach in Shanghai, China.

## Uitslag
| Rang   | Naam                        | Land             | Tijd      |
| ------ | --------------------------- | ---------------- | --------- |
| Goud   | Petar Stojtsjev             | Bulgarije        | 5:10.39,8 |
| Zilver | Vladimir Djatsjin           | Rusland          | 5:11.15,6 |
| Brons  | Csaba Gercsák               | Hongarije        | 5:11.18,1 |
| 4      | Francisco Jose Hervas Jodar | Spanje           | 5:11.20,4 |
| 5      | Trent Grimsey               | Australië        | 5:11.28,2 |
| 6      | Allan do Carmo              | Brazilië         | 5:11.32,2 |
| 7      | Vasily Boykov               | Rusland          | 5:11.36,3 |
| 8      | Joanes Hedel                | Frankrijk        | 5:13.03,1 |
| 9      | Joeri Koedinov              | Kazachstan       | 5:13.08,6 |
| 10     | Libor Smolka                | Tsjechië         | 5:13.20,1 |
| 11     | Bertrand Venturi            | Frankrijk        | 5:13.26,9 |
| 12     | Erwin Maldonado             | Venezuela        | 5:14.03,5 |
| 13     | Guillermo Bertola           | Argentinië       | 5:14.29,9 |
| 14     | Simon Tobin                 | Canada           | 5:19.43,1 |
| 15     | Xavier Desharnais           | Canada           | 5:20.44,2 |
| 16     | Samuel de Bona              | Brazilië         | 5:27.38,1 |
| 17     | Han Lidu                    | China            | 5:32.02,1 |
| 18     | Gabriel Villagoiz           | Argentinië       | 5:37.25,9 |
| 19     | Weng Jingwei                | China            | 5:47.16,0 |
| –      | Josip Soldo                 | Kroatië          | DNF       |
| –      | Valerio Cleri               | Italië           | DNF       |
| –      | Rok Kerin                   | Slovenië         | DNF       |
| –      | Tomislav Soldo              | Kroatië          | DNF       |
| –      | Rostislav Vitek             | Tsjechië         | DNF       |
| –      | Gergely Kutasi              | Hongarije        | DNF       |
| –      | Angel Moreira               | Venezuela        | DNF       |
| –      | Codie Grimsey               | Australië        | DNF       |
| –      | Edoardo Stochino            | Italië           | DNF       |
| –      | Benjamin Konschak           | Duitsland        | DNF       |
| –      | Tom Vangeneugden            | België           | DNS       |
| –      | Islam Mohsen                | Egypte           | DNS       |
| –      | Alex Meyer                  | Verenigde Staten | DNS       |
| –      | Brian Ryckeman              | België           | DNS       |
| –      | Mazen Mohamed Aziz          | Egypte           | DNS       |
| –      | Thomas Lurz                 | Duitsland        | DNS       |